# 乌索扎农村居民点
乌索扎农村居民点（俄语：Усожское сельское поселение）是俄罗斯联邦布良斯克州科马里奇区所属的一个农村居民点。其下辖有13个居民点，行政中心为乌索扎。据2015年统计，该农村居民点的人口为1047人。